# Min Ko Naing
Paw Oo Tun (birmà ပေါ်ဦးထွန်း, IPA pɔ̀ ʔú tʰʊ́ɴ|) més conegut pel seu àlies Min Ko Naing, (birmà မင်းကိုနိုင်, IPA mɪ́ɴ kò nàɪɴ, lit. "conqueridor de reis") és un activista democràtic i dissident de Myanmar. Ha passat la major part dels anys des de 1988 empresonat per l'Estat per les seves activitats d'oposició. The New York Times l'ha descrit com "la figura d'oposició més influent de Birmània després de Daw Aung San Suu Kyi".

## Primers anys de vida / estudiant
Min Ko Naing va néixer a Yangon, el tercer fill de Thet Nyunt i Hla Kyi, una parella de Mudon a l'Estat Mon. Té tres germanes: Kyi Kyi Nyunt, Ye Ye Nyunt, i Thadar Nyunt.
L'interès de Min Ko Naing per la política va començar a la Universitat d'Arts i Ciències de Rangun a la dècada de 1980 on va estudiar zoologia. Durant els seus anys d'estudiant, va ser un membre actiu del club d'arts, on va gaudir de llegir, escriure poemes i dibuixos animats, especialment satírics. Segons els companys de classe, Min Ko Naing va ser membre d'una companyia de teatre que va participar en la competició tradicional Than Gyat durant el Thingyan (Festival Anual de l'Aigua de Birmània) a l'abril. Prenent el nom "Boca-cabra i esperit-ull", la companyia va realitzar obres i esbossos que satiritzaven el govern militar de Birmània i la manca de llibertat i democràcia. Encara que la companyia era popular, també va cridar l'atenció dels agents d'Intel·ligència Militar birmana, que van començar a fer un seguiment dels moviments de Min Ko Naing. Malgrat la il·legalitat de formar sindicats d'estudiants a Birmània, Min Ko Naing i altres estudiants van formar grups d'estudi clandestins per discutir la situació política de Birmània, que es va convertir en un sindicat clandestí d'estudiants.

## Aixecament 8-8-88 i l'All Burma Federation of Student Unions
El setembre del 1987, Ne Win va anul·lar la majoria de les denominacions del kyat sense previ avís, i va causar que moltes persones perdessin els seus estalvis durant la nit. Els estudiants que estalviaven diners per les taxes de matrícula es van veure particularment afectats. L'anunci va provocar disturbis a diverses universitats. La situació es va agreujar encara més amb la mort de l'estudiant protestant Phone Maw en un enfrontament amb la policia el 12 de març de 1988. El 16 de març Min Ko Naing va organitzar una concentració de 3.000 estudiants al campus de la RASU on va parlar sobre el paper dels moviments estudiantils a la història birmana. Quan els estudiants van intentar marxar cap a l'Institut de Tecnologia de Rangun, on Phone Maw havia estat assassinat, es van trobar amb una barricada de filferro de pues al llac Inya i van ser atacats per la policia antidisturbis, provocant alguns morts i molts arrestos.
Poc després d'això, el govern de Ne Win va tancar les universitats i el moviment es va tornar clandestí. Min Ko Naing va continuar organitzant manifestants i circulant cartells de la violència al llac Inya. Ne Win aviat va abandonar el càrrec, i el 7 de juliol es van alliberar molts activistes estudiants empresonats. L'endemà, Min Ko Naing i altres van donar a conèixer la primera declaració a nom de la nova All Burma Federation of Student Unions (ABFSU), una organització que abans era coneguda per la seva lluita contra el domini britànic a Birmània: "No hauríem de ser influïts per l'alliberament dels nostres companys". Continuarem lluitant". L'ABSFU va continuar publicant declaracions de Min Ko Naing demanant protestes al govern militar, inclosa una crida a la vaga general del 8-8-88, nombre que més tard es convertiria en sinònim del moviment en si.
La vaga general 8-8-88 va atraure centenars de milers de persones als carrers de Yangon, i és considerada generalment com un punt d'inflexió en el moviment de la democràcia birmana. Min Ko Naing va continuar parlant amb multituds enfront de l'Ambaixada dels EUA i l'Hospital General de Rangun, els llocs de matances anteriors de manifestants per part de les forces governamentals birmanes. També va organitzar amb la filla de l'heroi de la independència Aung San, Aung San Suu Kyi, per fer el seu primer discurs a una multitud a la Pagoda Shwedagon. Aung San Suu Kyi seria elegida primer ministre a les eleccions generals de Birmània de 1990, només per ser-li denegat el càrrec i empresonada pel Consell de Restauració de Llei i Ordre Estatal, el nou govern militar.
Les protestes van durar fins al 18 de setembre, moment en què els soldats van obrir foc a la multitud, provocant almenys 3.000 morts.

## 15 anys de'empresonament polític fins a 2004
Obligat a anar a la clandestinitat, Min Ko Naing va continuar la seva tasca organitzativa mentre passava de casa en casa cada nit per evitar arrestos. Després d'alguns mesos, va ser capturat juntament amb altres estudiants. Va ser sentenciat a 20 anys de presó, segons la Secció 5 (j) de la Llei de Provisions d'Emergència de 1950 per instigar "pertorbacions en detriment de la llei i l'ordre, la pau i la tranquil·litat". La seva condemna es va commutar a 10 anys sota una amnistia general el gener de 1993. Va ser considerat presoner de consciència per Amnistia Internacional, que va fer una campanya intensiva per al seu alliberament.
Segons Amnistia Internacional, Min Ko Naing va ser severament torturat i maltractat durant les primeres etapes de la seva detenció. Com a conseqüència la seva salut se'n va ressentir. Durant el seu interrogatori, es va veure obligat a mantenir-se en aigua durant dues setmanes fins que es va ensorrar, i com a resultat, el seu peu esquerre va quedar totalment entumit. El 19 de novembre de 2004, va ser alliberat de la presó, després d'estar empresonat durant 15 anys.

## Segona presó
Min Ko Naing va ser arrestat novament a finals de setembre de 2006. Htay Kywe, Ko Ko Gyi, Pyone Cho i Min Zeya van ser arrestats juntament amb ell, amb antelació a Convenció Nacional de 2006. El gener de 2007, van ser alliberats, sense una explicació oficial ni pel seu arrest ni del seu sobtau alliberament.

## Campanyes
Després del seu alliberament de la presó, Min Ko Naing va ajudar a fundar el Grup d'Estudiants Generació 88, que va continuar lluitant per la democràcia a Birmània. Del 10 d'octubre de 2006 al 18 d'octubre de 2006 (el seu 44è aniversari), alguns dels estudiants de "generació 88" van organitzar una campanya nacional, "Expressió blanca" per pressionar el govern militar per alliberar-lo i a tots els presos polítics. Els participants van usar roba blanca en un espectacle de suport per a l'alliberament de tots els presos polítics. També van organitzar la campanya de signatures per pressionar la junta per alliberar-lo i tots els presos polítics. Es va iniciar una setmana després que Min Ko Naing i quatre col·legues van ser arrestats. Molts artistes coneguts de Myanmar (com Ludu Daw Amar i Zarganar) van signar la petició.
El dia 4 de gener de 2007, els Estudiants Generació 88 van organitzar la "Campanya Cor Obert". Va dir a la Revista Irrawaddy que la campanya era per animar a la gent a exercir la llibertat d'expressió. La gent podria escriure al líder de Consell d'Estat per la Pau i al Desenvolupament, el general Than Shwe, sobre els seus sentiments sota el govern militar.
El Grup d'Estudiants Generació 88 també va dur a terme una campanya "Diumenge blanc" de l'11 de març de 2007 al 20 de maig de 2007 per expressar el suport als familiars de presos polítics. Van visitar les famílies dels presos polítics a Yangon tots els diumenges durant aquest període.

## Empresonament polític en 2007
Va ser arrestat de nou la mitjanit del 21 d'agost de 2007, amb uns altres 13 líders dels Estudiants Generació 88 per organitzar manifestacions pacífiques. El Govern dels Estats Units va condemnar la detenció per la Junta de Birmània. L'11 de novembre de 2008, Min Ko Naing va ser sentenciat a 65 anys de presó, mentre que uns altres 22 ho havien estat pel seu paper en les manifestacions d'agost de 2007. El 15 de novembre de 2008, Min Ko Naing va ser traslladat a la presó de Kengtung a l'Estat Shan, on es van construir cèl·lules aïllades i ombrívoles a mitjans de 2000 per a un confinament solitari.

## Alliberament i carrera política
Min Ko Naing va ser alliberat juntament amb nombrosos altres activistes el 13 de gener de 2012, com a part d'un perdó presidencial massiu per a activistes polítics.
Es va creia que es presentaria a les eleccions generals de Myanmar de 2015, per a un escó a l'Assemblea de la Unió però no va ser presentar en les eleccions. Molts observadors han dit que més enllà d'Aung Sann Suu Kyi, ell i els seus col·legues són els més adequats per dirigir el paisatge polític del país.

## Reconeixement Internacional
Min Ko Naing ha guanyat nombrosos premis internacionals pel seu activisme. Aquests són el Premi Gwangju pels Drets Humans el Premi al Coratge Civil de 2005 que va compartir amb Anna Politkóvskaia i Munir Said Thalib; el Premi Homo Homini de Gent en Necessitat en 2000; el Premi Estudiantil de la Pau de 2001; i el Premi de la Llibertat John Humphrey de 1999, que va compartir amb Cynthia Maung de la Clínica Mae Tao.
El 2012, es va anunciar el guanyador d'un premi de la National Endowment for Democracy, però va manifestar la seva intenció de no assistir a la cerimònia en solidaritat amb altres activistes birmans als que havien estat denegats visats.

## Guerra civil de Myanmar
L'1 de febrer de 2021 un cop d'estat del Tatmadaw va fer caure el govern d'Aung San Suu Kyi. La nova junta militar fa arrestar el president de Birmània, Win Myint i Aung San Suu Kyi. Tot seguit el general Min Aung Hlaing és nomenat en cap del Consell Administratiu de l'Estat (CAE) i s'inicien manifestacions massives i actes de violència de les minories per a fer caure la junta militar. El 16 d'abril Min Ko Naing va anunciar la formació del Govern d'Unitat Nacional, amb membres de les minories ètniques en càrrecs importants declarant que Aung San Suu Kyi i Win Myint mantindrien els càrrecs i demanant a la comunitat internacional que reconegués el seu govern sobre el CAE.